# Anton Germanowitsch Siluanow

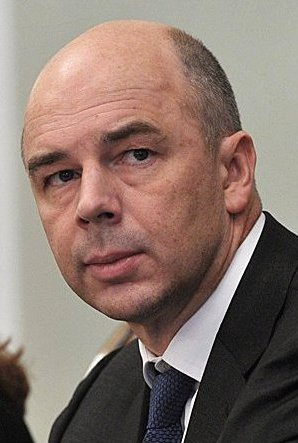
Anton Germanowitsch Siluanow (2012)

Anton Germanowitsch Siluanow (russisch Антон Германович Силуанов; * 12. April 1963 in Moskau) ist ein russischer Ökonom und Politiker. Seit Dezember 2011 ist er Finanzminister in der Regierung der Russischen Föderation.

## Leben
1985 schloss Siluanow ein Volkswirtschaftsstudium am Moskauer Finanzinstitut, Fachrichtung „Finanz- und Kreditlehre“, ab und promovierte 1994 zum Dr. oec. publ. (кандидат экономических наук, „Kandidat der ökonomischen Wissenschaften“). Nach seinem Militärdienst 1986–1987 arbeitete er im Finanzministerium der Russischen Föderation und übernahm dort bald Leitungsfunktionen. Unter anderem war er mehrere Jahre der stellvertretende Leiter der Haushaltsabteilung.
Seit dem Juli 2003 war Siluanow stellvertretender Finanzminister und in dieser Funktion für die Haushaltskontrolle und die Zuweisung der Regierungsmittel an die 83 Föderationssubjekte verantwortlich. 2008 wurde Siluanow zum Wirklicher Staatsrat 1. Klasse der Russischen Föderation befördert.
Nach dem Rücktritt von Alexei Kudrin wurde Siluanow im September 2011 zunächst amtierender Finanzminister im Kabinett Putin II. Am 16. Dezember 2011 erfolgte dann seine offizielle Ernennung in das Ministeramt durch Präsident Medwedew. Gleichzeitig wurde Siluanow auch zum Mitglied des Sicherheitsrates der Russischen Föderation ernannt. Er blieb auch im Kabinett Medwedew I und im Kabinett Medwedew II, in dem er von 2018 bis 2020 zusätzlich erster stellvertretender Ministerpräsident war, Finanzminister und hat dieses Amt auch im Kabinett Mischustin inne.
Im Januar 2015 wurde er von der russischen Regierung abgeordnet, ein Amt im Aufsichtsrat der Sberbank wahrzunehmen.
Am 6. April 2022 wurde Siluanow auf eine Sanktionsliste der Vereinigten Staaten gesetzt. Er gilt jedoch unter den russischen Regierungsmitgliedern als liberal und gemäßigt.

## Familie und Privates
Anton Siluanow ist verheiratet und hat einen Sohn namens Gleb (* 1999).
Siluanows Vater, German Siluanow, arbeitete beim sowjetischen und bis 1996 beim russischen Finanzministerium.